# Liste der Deutschen Meister im Modernen Fünfkampf
Dies ist eine Liste der Deutschen Meister im Modernen Fünfkampf (der Männer):
| Jahr | Ort                   | Athleten              | Bundesland            | Punkte                |
| ---- | --------------------- | --------------------- | --------------------- | --------------------- |
| 1962 | Warendorf             | Wolfgang Goedicke     | Berlin                | 5142                  |
| 1963 | Warendorf             | Theodor Dieker        | Hamburg               | 4750                  |
| 1964 | Warendorf             | Theodor Dieker        | Nordrhein-Westfalen   | 5190                  |
| 1965 | Bremen                | Elmar Frings          | Nordrhein-Westfalen   | 5189                  |
| 1966 | Göttingen             | Jürgen Todt           | Nordrhein-Westfalen   | 4943                  |
| 1967 | Warendorf             | Jürgen Todt           | Nordrhein-Westfalen   | 5030                  |
| 1968 | Darmstadt             | Elmar Frings          | Nordrhein-Westfalen   | 5332                  |
| 1969 | München               | Walther Esser         | Nordrhein-Westfalen   | 5081                  |
| 1970 | West-Berlin           | Elmar Frings          | Nordrhein-Westfalen   | 5172                  |
| 1971 | Wittlich              | Elmar Frings          | Nordrhein-Westfalen   | 4881                  |
| 1972 | Warendorf             | Heiner Thade          | Hessen                | 5033                  |
| 1973 | Heidenheim            | Wolfgang Köpcke       | Berlin                | 5075                  |
| 1974 | West-Berlin           | Wolfgang Köpcke       | Berlin                | 5296                  |
| 1975 | Wittlich              | Norbert Kühn          | Hessen                | 5272                  |
| 1976 | Heidenheim            | Walther Esser         | Nordrhein-Westfalen   | 5322                  |
| 1977 | Wittlich              | Diethelm Mette        | Nordrhein-Westfalen   | 5333                  |
| 1978 | Bensheim              | Norbert Kühn          | Hessen                | 5308                  |
| 1979 | Bad-Iburg             | Christian Sandow      | Berlin                | 5474                  |
| 1980 | Darmstadt             | Norbert Kühn          | Hessen                | 5347                  |
| 1981 | Sindelfingen          | Christian Sandow      | Berlin                | 5212                  |
| 1982 | Bad Segeberg          | Michael Rehbein       | Berlin                | 5368                  |
| 1983 | Warendorf             | Christian Sandow      | Berlin                | 5492                  |
| 1984 | Ruhpolding            | Christian Sandow      | Berlin                | 5323                  |
| 1985 | West-Berlin           | Detlef Kreher         | Berlin                | 5484                  |
| 1986 | Darmstadt             | Uwe Zimmer            | Bayern                | 5249                  |
| 1987 | München               | Michael Scharf        | Nordrhein-Westfalen   | 5180                  |
| 1988 | Darmstadt             | Uwe Zimmer            | Bayern                | 5346                  |
| 1989 | München               | Michael Angerer       | Bayern                | 5426                  |
| 1990 | Warendorf             | Pawel Olszewski       | Berlin                | 5405                  |
| 1991 | Sindelfingen          | Nico Motchebon        | Berlin                | 5420                  |
| 1992 | München               | Ulli Czermak          | Berlin                | 5636                  |
| 1993 | München               | Dirk Knappheide       | Nordrhein-Westfalen   | 5344                  |
| 1994 | Warendorf             | Oliver Strangfeld     | Nordrhein-Westfalen   | 5586                  |
| 1995 | München               | Oliver Strangfeld     | Nordrhein-Westfalen   | 5425                  |
| 1996 | Neuss                 | Markus Bohnert        | Berlin                | 5442                  |
| 1997 | Bonn                  | Sebastian Dietz       | Berlin                | 5168                  |
| 1998 | Berlin                | Valeri Andreev        | Hessen                | 5336                  |
| 1999 | München               | Sebastian Dietz       | Berlin                | 5168                  |
| 2000 | Berlin                | Jan Veder             | Hessen                | 5436                  |
| 2001 | Berlin                | Eric Walther          | Berlin                | 5796                  |
| 2002 | Berlin                | Eric Walther          | Berlin                | 5552                  |
| 2003 | Darmstadt             | Sebastian Dietz       | Berlin                | 5676                  |
| 2004 | Berlin                | Eric Walther          | Berlin                | 5896                  |
| 2005 | Potsdam               | Eric Walther          | Berlin                | 5572                  |
| 2006 | Potsdam               | Sebastian Dietz       | Berlin                | 5348                  |
| 2007 | Potsdam               | Eric Walther          | Berlin                | 5464                  |
| 2008 | keine Meisterschaften | keine Meisterschaften | keine Meisterschaften | keine Meisterschaften |
| 2009 | Berlin                | Eric Walther          | Berlin                | 5940                  |
| 2010 | Berlin                | Stefan Köllner        | Brandenburg           | 5592                  |
| 2011 | Berlin                | Stefan Köllner        | Brandenburg           | 5764                  |
| 2012 | Berlin                | Matthias Sandten      | Nordrhein-Westfalen   | 5712                  |
| 2013 | Bonn                  | Patrick Dogue         | Brandenburg           | 5596                  |
| 2014 | Berlin                | Matthias Sandten      | Nordrhein-Westfalen   | 1399                  |
| 2015 | Berlin                | Patrick Dogue         | Brandenburg           | 1505                  |
| 2016 | Berlin                | Alexander Nobis       | Berlin                | 1479                  |
| 2017 | Berlin                | Marvin Dogue          | Brandenburg           | 1457                  |
| 2018 | Berlin                | Alexander Nobis       | Berlin                | 1477                  |
| 2019 | Berlin                | Fabian Liebig         | Brandenburg           | 1491                  |
| 2020 | keine Meisterschaften | keine Meisterschaften | keine Meisterschaften | keine Meisterschaften |
| 2021 | Berlin                | Fabian Liebig         | Brandenburg           | 1514                  |
| 2022 | Berlin                | Marvin Dogue          | Brandenburg           | 1241 1                |

Dies ist eine Liste der Deutschen Meister im Modernen Fünfkampf (der Frauen):
| Jahr | Ort                   | Athletinnen           | Bundesland            | Punkte                |
| ---- | --------------------- | --------------------- | --------------------- | --------------------- |
| 1977 | Wittlich              | Imke Schmitz          | Nordrhein-Westfalen   |                       |
| 1978 | Bensheim              | Uta Schiffmann        | Bayern                |                       |
| 1979 | Bad-Iburg             | Roswitha Kirsch       | Baden-Württemberg     |                       |
| 1980 | Darmstadt             | Roswitha Kirsch       | Baden-Württemberg     |                       |
| 1981 | Sindelfingen          | Martina Gödicke       | West-Berlin           |                       |
| 1982 | Bad Segeberg          | Martina Gödicke       | West-Berlin           |                       |
| 1983 | Warendorf             | Sabine Krapf          | Baden-Württemberg     |                       |
| 1984 | Ruhpolding            | Katrin Kröning        | Niedersachsen         |                       |
| 1985 | West-Berlin           | Sabine Krapf          | Baden-Württemberg     |                       |
| 1986 | Darmstadt             | Tanja Meyer           | West-Berlin           |                       |
| 1987 | München               | Sabine Krapf          | Baden-Württemberg     |                       |
| 1988 | Darmstadt             | Tanja Meyer           | West-Berlin           |                       |
| 1989 | München               | Sabine Krapf          | Baden-Württemberg     |                       |
| 1990 | Warendorf             | Sabine Krapf          | Baden-Württemberg     |                       |
| 1991 | Sindelfingen          | Sabine Krapf          | Baden-Württemberg     |                       |
| 1992 | München               | Sabine Krapf          | Baden-Württemberg     |                       |
| 1993 | München               | Kim Raisner           | Berlin                |                       |
| 1994 | Warendorf             | Kim Raisner           | Berlin                |                       |
| 1995 | München               | Kim Raisner           | Berlin                |                       |
| 1996 | Neuss                 | Kim Raisner           | Berlin                |                       |
| 1997 | Bonn                  | Kim Raisner           | Berlin                |                       |
| 1998 | Berlin                | Kim Raisner           | Berlin                |                       |
| 1999 | München               | Kim Raisner           | Berlin                |                       |
| 2000 | Berlin                | Thora Meyer-Efland    | Berlin                |                       |
| 2001 | Berlin                | Elena Reiche          | Nordrhein-Westfalen   |                       |
| 2002 | Berlin                | Kim Raisner           | Berlin                |                       |
| 2003 | Darmstadt             | Kim Raisner           | Berlin                |                       |
| 2004 | Berlin                | Lena Schöneborn       | Nordrhein-Westfalen   |                       |
| 2005 | Potsdam               | Kim Raisner           | Berlin                |                       |
| 2006 | Potsdam               | Eva Trautmann         | Hessen                |                       |
| 2007 | Potsdam               | Lena Schöneborn       | Nordrhein-Westfalen   |                       |
| 2008 | keine Meisterschaften | keine Meisterschaften | keine Meisterschaften | keine Meisterschaften |
| 2009 | Berlin                | Lena Schöneborn       | Nordrhein-Westfalen   |                       |
| 2010 | Berlin                | Eva Trautmann         | Hessen                |                       |
| 2011 | Berlin                | Lena Schöneborn       | Nordrhein-Westfalen   |                       |
| 2012 | Berlin                | Annika Schleu         | Berlin                |                       |
| 2013 | Bonn                  | Lena Schöneborn       | Nordrhein-Westfalen   |                       |
| 2014 | Berlin                | Lena Schöneborn       | Nordrhein-Westfalen   | 1275                  |
| 2015 | Berlin                | Lena Schöneborn       | Nordrhein-Westfalen   | 1358                  |
| 2016 | Berlin                | Annika Schleu         | Berlin                | 1412                  |
| 2017 | Berlin                | Annika Schleu         | Berlin                | 1375                  |
| 2018 | Berlin                | Annika Schleu         | Berlin                | 1361                  |
| 2019 | Berlin                | Annika Schleu         | Berlin                | 1386                  |
| 2020 | keine Meisterschaften | keine Meisterschaften | keine Meisterschaften | keine Meisterschaften |
| 2021 | Berlin                | Annika Schleu         | Berlin                | 1419                  |
| 2022 | Berlin                | Rebecca Langrehr      | Berlin                | 1095 1                |